# Rain (песня Тхэён)
«Rain» — сингл корейской певицы Тхэён, участницы группы Girls’ Generation. Сингл был издан 3 февраля 2016 года.
Песня «Rain» обозначила старт проекта цифровой музыкальной корейской платформы SM Station, созданной лейблом S.M. Entertainment; представители лейбла заявили, что каждую неделю исполнители будут выпускать новую песню специально для этого проекта. Мелодия песни написана в умеренном темпе; в ней присутствуют жанровые черты R&B и джаза. В тексте песни образ дождя используется как метафора для воспоминаний о прошедшей любви.
6 февраля 2016 года сингл возглавил корейский хит-парад Gaon. 14 февраля песня заняла первое место в корейском музыкальном шоу Inkigayo. Видеоклип, снятый к песне, стал самым просматриваемым K-pop-видео в феврале 2016 года.

## Список композиций
| №  | Название        | Текст песни                      | Музыка                                                                      | Длительность |
| -- | --------------- | -------------------------------- | --------------------------------------------------------------------------- | ------------ |
| 1. | «Rain»          | Bong Eun-yeong Mafly Lee Yoo-jin | Мэттью Тишлер Аарон Бенвард Фелиция Бартон Оливия Холт [ 11 ]               | 3:42         |
| 2. | «Secret» (비밀) | Mafly                            | Девайн Кей Райан Ким Аурора Пфайфер Тайлер Шейми Таддеус Диксон Киана Браун | 3:37         |

## Позиции в чартах
| Чарт                                      | Наивысшая позиция |
| ----------------------------------------- | ----------------- |
| Южная Корея (Gaon)                        | 1                 |
| США World Digital Songs Chart (Billboard) | 3                 |

## Хронология издания
| Страна      | Дата           | Формат               |
| ----------- | -------------- | -------------------- |
| Мир         | 3 февраля 2016 | цифровая дистрибуция |
| Южная Корея | 4 февраля 2016 | радио                |